# Brad Oleson
Bradley Scott Oleson (meist nur Brad Oleson; * 11. April 1983 in Anchorage, Alaska) ist ein US-amerikanischer Basketballspieler.
Seine bevorzugte Position ist die des Shooting Guards.
Gegenwärtig spielt er für den FC Barcelona.

## Karriere
Brad Oleson begann seine Laufbahn 2003 in der University of Alaska Fairbanks bei den Alaska Nanooks, die in der Great Northwest Athletic Conference der NCAA Div. II spielen. 2005 unterschrieb er seinen ersten Profivertrag bei Dodge City Legend, einer Mannschaft die die United States Basketball League bestreitet. In dieser Saison holte er mit Dodge City die Meisterschaft und wurde in das All-Rookie Team gewählt. Im Sommer 2005 wechselte Oleson in die LEB2, der dritten spanischen Spielklasse, zu CB Rosalía de Castro. Mit diesen schaffte er 2007 den Aufstieg in die zweitklassige LEB. Seine herausragenden Leistungen bei Rosalía de Castro machten den Erstdivisionär Baloncesto Fuenlabrada auf Oleson aufmerksam, und so wechselte er 2008 zu diesen. In der darauffolgenden Saison stieg er zum tragenden Spieler bei Fuenlabrada auf, erzielte im Schnitt 18 Punkte pro Spiel und wurde am Ende der Meisterschaft zum besten Rookie des Jahres gekürt.
2009 wechselte er zum Rekordmeister Real Madrid. Für diese bestritt er jedoch keine Partie und wechselte noch vor Beginn der folgenden Saison zu Caja Laboral Vitoria, wo er bis Anfang 2013 spielte.

## Erfolge
- United States Basketball League Meister (1): 2005
- Spanischer Meister: 2009/10, 2013/14

Ehrungen
- Rookie des Jahres der Liga ACB: 2009